# Locked In (album, Wishbone Ash)
Locked In je šestým studiovým albem rockové skupiny Wishbone Ash. Podle soudu mnohých, včetně skupiny samé, je to jedna z nejslabších věcí z jejich rozsáhlého katalogu. Skupina často svaluje vinu na producenta Toma Dowda, který trval na tom, aby skupina ve studiu hrála mnohem tišeji, což jejich výkonu odebralo hodně energie.

## Seznam stop
Všechny písně složili Wishbone Ash, pokud není vedeno jinak
1. "Rest in Peace" – 6:41
2. "No Water in the Well" (Laurie Wisefield) – 3:47
3. "Moonshine" – 3:32
4. "She Was My Best Friend" (Martin Turner) – 3:52
5. "It Started in Heaven" (Wisefield, Steve Upton) – 3:16
6. "Half Past Lovin'" – 5:30
7. "Trust in You" – 5:03
8. "Say Goodbye" (Turner, Wisefield) – 5:00

## Obsazení
Wishbone Ash
- Martin Turner – baskytara, zpěv
- Andy Powell – kytara, zpěv
- Laurie Wisefield – kytara, zpěv
- Steve Upton – bicí

Hostující hudebníci
- Pete Wood – klávesy
- Cissy Houston, Sylvia Shemwell & Eunice Peterson – sborový zpěv skladby 4 a 5